# トゥンジェリ県
トゥンジェリ県（トゥンジェリけん、トルコ語: Tunceli ili、ザザキ語: Mamekiye、クルド語: Parêzgeha Dêrsimê）は、トルコ中央東部にある東アナトリア地方の県。この地方はかつてザザキ語やクルド語で「銀の門」を意味する「デルスィム」(Dersim) と呼ばれていたが、1936年にトゥンジェリ県に改められた。ただし、今でもデルスィムの名を使う人もいる。北にエルズィンジャン東にビンギョル、南にエラズー、西にマラティア。
この地域の人口はイスラム教スンナ派が多数を占めるトルコにおいて少数派であるアレヴィー派の信徒が多く、民族的にはザザ人が圧倒的に多い。人口密度がトルコ一小さく、9.8人/km2 ほどしかない。
県都は県名と同じくトゥンジェリである。もともとはカランという名前の町だったが、県名にあわせて改名されている。
トゥンジェリは多くのモスクなどの歴史的景観と自然景観、特にムンズル川国立公園で知られる。しかし、19世紀末にアルメニア人を鎮圧していたオスマン帝国の不正規軍ハミディエと、1936年から1937年にかけてのトルコ共和国正規軍によるアレヴィー派自治政権指導者（デレベイ）の鎮圧（デルスィム反乱）による破壊も受けている。

## 下位自治体
トゥンジェリ県には8つの自治体がある。
- トゥンジェリ（Tunceli）
- チェミシュゲゼク（Çemişgezek）
- ホザット（Hozat）
- マズギルト（Mazgirt）
- ナズミイェ（Nazımiye）
- オヴァジュック（Ovacık）
- ペルテック（Pertek）
- ピュリュミュル（Pülümür）

## 歴史
この地域の歴史は古代に遡る。プトレマイオスは「Daranalis」という地名でこの地に言及しており、これ以前からこの地名で知られていたものとみられる。ある説ではダレイオス1世の名はこの地名から来ていると考えている。
19世紀末には、当時デルスィムとよばれていたトゥンジェリ県の県域は、エルズィンジャン州のエルズィンジャン県に含まれていたピュリュミュル郡を除き、マムレッテュ・アズィズ州（今日のエラズー）のホザット県に含まれていた。トルコ共和国の成立後、デルスィム反乱の鎮圧を経て、1936年にデルスィム地方はトルコ語で「銅の土地」を意味するトゥンジェリに改称された。そして、県都がカラン（現在のトゥンジェリ市）に定められ、ピュリュミュル郡が県域に編入された。
2019年のトルコ統一地方選挙ではオワジュク出身のザザ人でトルコ共産党のファーティ・メフメト・マチョールが市長に当選した。また当地は蜂蜜の名産地としても知られる。

## 教育
98%の人口が初等教育を受けており、トルコの県の中でも識字率が非常に高い。
1979年/1980年に、県内の高校が閉鎖されて軍事基地に変わるまでは、トゥンジェリは大学に進学する学生がトルコで最も多かった。
2008年にはトゥンジェリ大学が開学している。